# Preludio 11
Pour plus de détails, voir Fiche technique et Distribution.
Preludio 11 est un film d'espionnage cubano-est-allemand réalisé par Kurt Maetzig, sorti en 1964. Il s'agit une adaptation de l'ouvrage Presidio 11 publié la même année par Wolfgang Schreyer (de), qui signe également le scénario du film.

## Synopsis
À Cuba pendant la guerre froide, la révolution a triomphé et Fidel Castro arrive à la tête de l'État. Pendant ce temps, les États-Unis planifient la contre-révolution. Sous le mot de code « Preludio 11 », quatre exilés cubains et le Guatémaltèque Rico doivent entrer dans le pays sous la supervision de l'Américain McLash et faire sauter un pont important près de la ville d'Esperanza. Le pont relève de la compétence du commandant Palomino, qui joue cependant un double jeu - il travaille comme espion pour les Américains. Outre le lieutenant Ramon Quintana, l'état-major de Palomino comprend également Daniela, une mère célibataire qu'il aime et dont le petit ami, Miguel, l'a quittée pour rejoindre les Américains. Miguel se trouve dans le groupe de McLash, dont le bateau a eu un accident, de sorte qu'ils doivent désormais parcourir à pied le long chemin jusqu'au pont.
Palomino donne d'abord l'ordre de surveiller le pont. Le groupe de McLash continue de progresser vers l'intérieur du pays, mais tombe dans une embuscade tendue par les révolutionnaires dans un village. Une fusillade éclate, au cours de laquelle McLash est grièvement blessé. Il meurt peu après. Le groupe capture cependant le révolutionnaire Peña, qui doit les suivre plus loin à l'intérieur du pays et qui, avec ses récits sur les succès de la révolution, démoralise peu à peu le groupe. Il parvient surtout à enthousiasmer le Guatémaltèque Rico pour la révolution.
Palomino fait partir les gardiens du pont pour aller chercher les contre-révolutionnaires dans la forêt. Ainsi, des parachutistes largués par les États-Unis peuvent d'abord atterrir dans aux abords du pont sans être inquiétés, mais ils sont combattus par les paysans des environs. Après que les paysans ont mis le feu au marais qui borde le pont, de nombreux hommes périssent. Seul le radical Barro parvient à rejoindre les hommes, désormais dirigés par Miguel et le modéré Figueras. Les contre-révolutionnaires se rendent compte que le chemin vers le pont est trop long pour être parcouru à pied. Ils ont besoin d'une jeep, que Miguel doit dépêcher sur place par l'intermédiaire de son ancienne amie Daniela. Miguel se déguise en Cubain ordinaire et aborde ainsi Daniela. Celle-ci le croit au premier abord, mais se rend vite compte que Miguel joue double jeu. Elle refuse de coopérer, mais n'a pas le courage d'arrêter Miguel. Après son échec, elle se tourne vers Palomino, qui doit décider de son maintien parmi les révolutionnaires. Palomino lui ordonne d'apporter la jeep au groupe de Miguel, mais qu'il placera des hommes embusqués sur le trajet pour être sûr d'arrêter le groupe. En même temps, il ordonne à Quintana de surveiller une usine de ciment au lieu du pont, car selon les instructions de La Havane, les contre-révolutionnaires y préparent une attaque. Bien que Quintana ait des doutes sur les instructions de Palomino, il se rend à l'usine avec ses hommes.
Peña et Rico parviennent à échapper aux contre-révolutionnaires. Ils se rendent à l'usine de Peña - la cimenterie où Quintana est désormais en poste. Ils lui disent que le pont est toujours la cible des contre-révolutionnaires. De plus, ils rapportent que Daniela va amener une jeep aux contre-révolutionnaires et que Quintana pense qu'elle a décidé de collaborer avec Miguel. De sa propre initiative, et après un bref rapport à Palomino, il mobilise ses hommes pour couper la route aux contre-révolutionnaires. Palomino se rend compte que son plan a échoué. Il se tire une balle dans la tête. Quintana et ses hommes prennent les contre-révolutionnaires à revers. Certains sont abattus et les autres sont arrêtés. Peña est également tué dans l'affrontement. Quintana veut confronter Daniela, mais apprend par radio la trahison de Palomino. De plus, Daniela se détourne ostensiblement lorsque Miguel, qui a été arrêté, passe devant elle. 
Quintana comprend alors que Daniela n'a jamais changé de camp.

## Fiche technique
- Titre allemand : Presidio 11 ou Operation Cucana ou Unternehmen Cucana
- Titre cubain : Operación Presidio
- Réalisateur : Kurt Maetzig
- Scénario : Wolfgang Schreyer (de), Gerhard Hartwig
- Photographie : Günter Haubold (de)
- Assistante à la réalisation : Doris Borkmann (de)
- Décors : Alfred Hirschmeier
- Montage : Bärbel Weigel (de)
- Musique : Marta Valdés (de)
- Costumes : Günter Schmidt
- Sociétés de production : Deutsche Film AG (DEFA), Instituto Cubano del Arte e Industria Cinematográficos (ICAIC)
- Pays de production :  Allemagne de l'Est,  Cuba
- Langue de tournage : allemand
- Format : Noir et blanc - 2,35:1 - Son stéréo 4-pistes - 35 mm
- Durée : 91 minutes (1h31)
- Genre : Espionnage
- Dates de sortie :
  - Cuba : janvier 1964
  - Allemagne de l'Est : 27 mars 1964
  - Hongrie : 26 novembre 1964

## Distribution
- Roberto Blanco : Miguel
- Aurora Depestre : Daniela
- Günther Simon : Carlos Palomino
- Armin Mueller-Stahl : Ramón Quintana
- Gerry Wolff : Sergio Figueras
- Carlos López Moctezuma : Ravelo
- Rafael Sosa : Rico
- Miguel Benavides : Peña
- Helmo Hernández : Rodríguez
- Günter Ott : McLash
- Alejandro Lugo : Barro
- Reynaldo Miravalles : Père Léon
- Fred Delmare : Esteban
- Ángel Espasande : Commandant Suárez
- Olivia Alonso : la paysanne
- Joachim Tomaschewsky (de) : l'opticien
- Manfred Ott : Nestor
- Marga Legal (de) : la mère de Daniela
- Iberê Cavalcanti : Pedro
- Rafael Cervera : le paysan
- Guillermo Figueroa : le garçon de 14 ans
- Enrique Sosa : l'officier de haut rang
- Gerd Staiger (de) : le pilote

## Accueil critique
La critique est-allemande de l'époque a été négative. Le film contiendrait des « dialogues simplistes », l'intrigue serait « conçue de manière routinière... », ni les révolutionnaires ni les contre-révolutionnaires ne seraient dépeints en profondeur, d'après Rosemarie Rehahn dans le Wochenpost. Les acteurs eux-mêmes, à l'exception de Gerry Wolff, ne parviendraient pas non plus à convaincre, Günther Simon resterait transparent et « Armin Mueller-Stahl (Quintana) n'a pour mission que de manifester de manière affichée sa fidélité à la révolution et son sentiment amoureux ».
Pour le Lexikon des internationalen Films ouest-allemand, il s'agit d'« une aventure d'espionnage à la mise en scène médiocre, avec la guerre froide en toile de fond ».